# Frente Issarak Unido
El Frente Issarak Unido (en jemer: Samakhum Khmer Issarak, lit. 'Jemer Issarak Frente')  fue un movimiento anticolonial de Camboya, operativo entre 1950 y 1954, organizado por los miembros de izquierdas del movimiento Khmer Issarak. El FIU coordinó los esfuerzos del movimiento desde 1950, combatiendo las tropas unionistas francesas. Cuando se celebró la Conferencia de Ginebra de 1954, se estima que el FIU controlaba la mitad del territorio camboyano.

## Historia

### Fundación
La conferencia fundacional del FIU se celebró en Kompong Som Loeu, en la provincia de Kampot, entre el 17 y el 19 de abril de 1950. Se reunieron alrededor de 200 delegados, de los cuales 105 eran monjes budistas . Ung Sao, general del Viet Minh, asistió a la conferencia. En el transcurso de la conferencia se entregaron banderas jemer, vietnamitas y laosianes.
La conferencia eligió un Comité Ejecutivo Central Nacional, liderado por Son Ngoc Minh. Los otros miembros del comité fueron Chan Samay (vicepresidente), Sieu Heng (secretario), Chan Dara (comandante militar), Meas Vong (comandante militar), Meas Vannak (comandante militar), Chau Yin (comandante militar), Nhem Sun (comandante militar), Sok Saphai (comandante militar), Ngin Hor (comandante militar), Keo Moni, Ney Sarann, un representante de Phnom Phnom Penh (posiblemente Keo Meas) y dos representantes de los khmers expatriados. Los últimos dos se cree que fueron los representantes de los Khmer Krom Meas Vong y Meas Vannak. Se estima que cinco de los miembros del comité estaban afiliados al Partido Comunista Indochino.

### Gobierno de resistencia
La conferencia fundacional del FIU designó un protogobierno revolucionario, el Comité Central de Liberación del Pueblo. Este órgano también estaba liderado por Son Ngoc Minh. Para asistirlo se designaron tres vicepresidentes; Chan Samay, Sieu Heng (ministro de defensa) y Tou Samouth (los tres miembros del PCI). Son Phouc Rattana se convirtió en el secretario administrativo. Non Suon era el sexto miembro de la dirección.
El 19 de junio] de 1950 Son Ngoc Minh declaró la independencia de Camboya- En el mismo momento, clamó que las fuerzas armadas del FIU controlaban una tercera parte del país.

### Conflicto armado
En agosto de 1950 se creó la escuela militar del FIU, con cerca de 100 individuos en la primera promoción. En septiembre de 1950, las tropas francesas iniciaron su campaña militar contra el FIU. En aquel momento, el FIU tenía el apoyo de unos 300 soldados vietnamitas del Viet Minh.
En febrero de 1953 el FIU y el Viet Minh emboscaron y mataron al gobernador de la provincia de Prey Veng. Esta acción constituyó la mejor propaganda para el FIU, que había visto como sus esperanzas de reclutar nuevos soldados habían menguado después de las promesas de Norodom Sihanuk de conseguir la independencia de Francia.

### Conferencia de Ginebra
El FIU envió dos delegados, Keo Moni y Mey Pho, a la Conferencia de paz de Ginebra de 1954, que buscaba una solución pacífica en los conflictos de Indochina. Los dos acompañaron la delegación del Viet Minh, que llegó a Ginebra el 8 de mayo. El FIU, no obstante, fue invitado oficialmente a la conferencia. En el primer discurso, el delegado del Viet Minh pidió que el Gobierno de Resistencia Jemer fuera incluido en las conversaciones, en igualdad de condiciones con el Gobierno Real de Camboya. Esta solicitud fue secundada por los delegados de la Unión Soviética y la China comunista: Viatxeslav Mólotov y Zhou Enlai. Finalmente, Enlai fue convencido por parte de los poderes occidentales de retirar su apoyo a la participación del FIU en la conferencia. Las conclusiones de la conferencia incluyeron un alto-al-fuego que incluía el FIU, la independencia de Camboya con un gobierno de Sihanouk, y la retirada del país de las tropas del Viet Minh. El FIU dejó de actuar.
En las conclusiones también se aseguraba que los guerrilleros del FIU serien protegidos por una Comisión Internacional de Supervisión y Control, en el transcurso de la campaña electoral, pero al final no se dieron estas garantías. Con esta rendición, alrededor de un millar de soldados del FIU se fueron al Vietnam, junto con las fuerzas del Viet Minh, mediante unos barcos polacos y a través del río Mekong.

## Miembros
Fuentes vietnamitas aseguran que el FIU llegó a disponer de 150 000 hombres antes de finalizar el 1950. No obstante, un recuento más conservador expondría que las fuerzas del FIU nunca superaron los 20 000 hombres.

## FIU y budismo
Considerando que dos de los principales líderes del FIU, Son Ngoc Minh y Tou Samouth, que eran antiguos monjes, se puede afirmar que el FIU tuvo una influencia significando entre los círculos religiosos budistas. En febrero de 1951, el FIU organizó una conferencia budista jemer, dirigida por Son Ngoc Minh. 
En 1952 Son Ngoc Minh, Prom Samith (monje que se había unido al FIU y que se convirtió en editor de la revista Issarak), Chan Dara y cinco monjes condujeron una gira en las áreas Jemer Krom. Durante esta gira, enfatizaron el papel del budismo en la lucha de liberación nacional. El mismo año Son Ngoc Minh convenció a los abades de tres monasterios de Kampot,  que tenían que convencer a los desertores del FIU a volver a las filas de la organización.